# Pululahua (genre)
Genre
Pululahua est un genre d'araignées mygalomorphes de la famille des Theraphosidae.

## Distribution
Les espèces de ce genre sont endémiques d'Équateur.

## Liste des espèces
Selon World Spider Catalog (version 26, 08/07/2025) :
- Pululahua kunukyaku Dupérré & Tapia, 2025
- Pululahua winku Dupérré & Tapia, 2025

## Systématique et taxinomie
Ce genre a été décrit par Dupérré et Tapia en 2025 dans les Theraphosidae.

## Publication originale
- Dupérré & Tapia, 2025 : « On some rare mygalomorph from Ecuador, with the description of 16 new species in five families (Mygalomorphae: Actinopodidae, Barychelidae, Halonoproctidae, Idiopidae, and Theraphosidae). » Taxonomy, vol. 5, no 3, 35, p. 1-68 (texte intégral).